# Кораблетроща RMS Tayleur
Кораблетроща RMS «Tayleur» (21 січня 1854 року) — одна з перших катастроф морського пасажирського транспорту, не пов'язаних з військовими діями. Для свого часу корабель був великим, потужним, швидкісним і технічно оснащеним  пасажирським судном. 19 січня судно вийшло у свою першу мандрівку за маршрутом Ліверпуль (Англія) — Мельбурн (Австралія). 21 січня напоролось на мілину й затонуло, занурившись на глибину 18 метрів недалеко від невеликого острова Ламбей, нині Ірландія, неподалік Дубліна. Основною причиною трагедії став людський фактор. В результаті аварії загинуло 362 людини, 290 людям вдалось врятуватися.

## Причини
Як пізніше виявили чотири слідчі процеси, команда корабля (71 людина) в основному була набрана з випадкових чи малокваліфікованих моряків. В команді квітли розбещеність і  розгул. Капітану Джону Ноублу було всього 29 років. З 71 лише 37 були професійними матросами, до того ж 10 з них практично не розмовляли англійською (китайці, індуси, буряти), дехто записався матросами з метою безкоштовно доплисти до Австралії. Як виявилось згодом, більшість членів екіпажу залишились живими.